# 찰나무
찰나무(檫--, 학명: Sassafras tzumu 사사프라스 추무[*])는 녹나무과의 나무이다. 중국과 베트남에 분포한다.

## 이름
종소명 "추무"는 중국어로 찰나무를 일컫는 말인 "차무(檫木, chámù)"에서 유래했다. 영어권 등에서는 "중국 사사프라스(Chinese sassafras, 중국찰나무)"로 알려져 있다.

## 사진

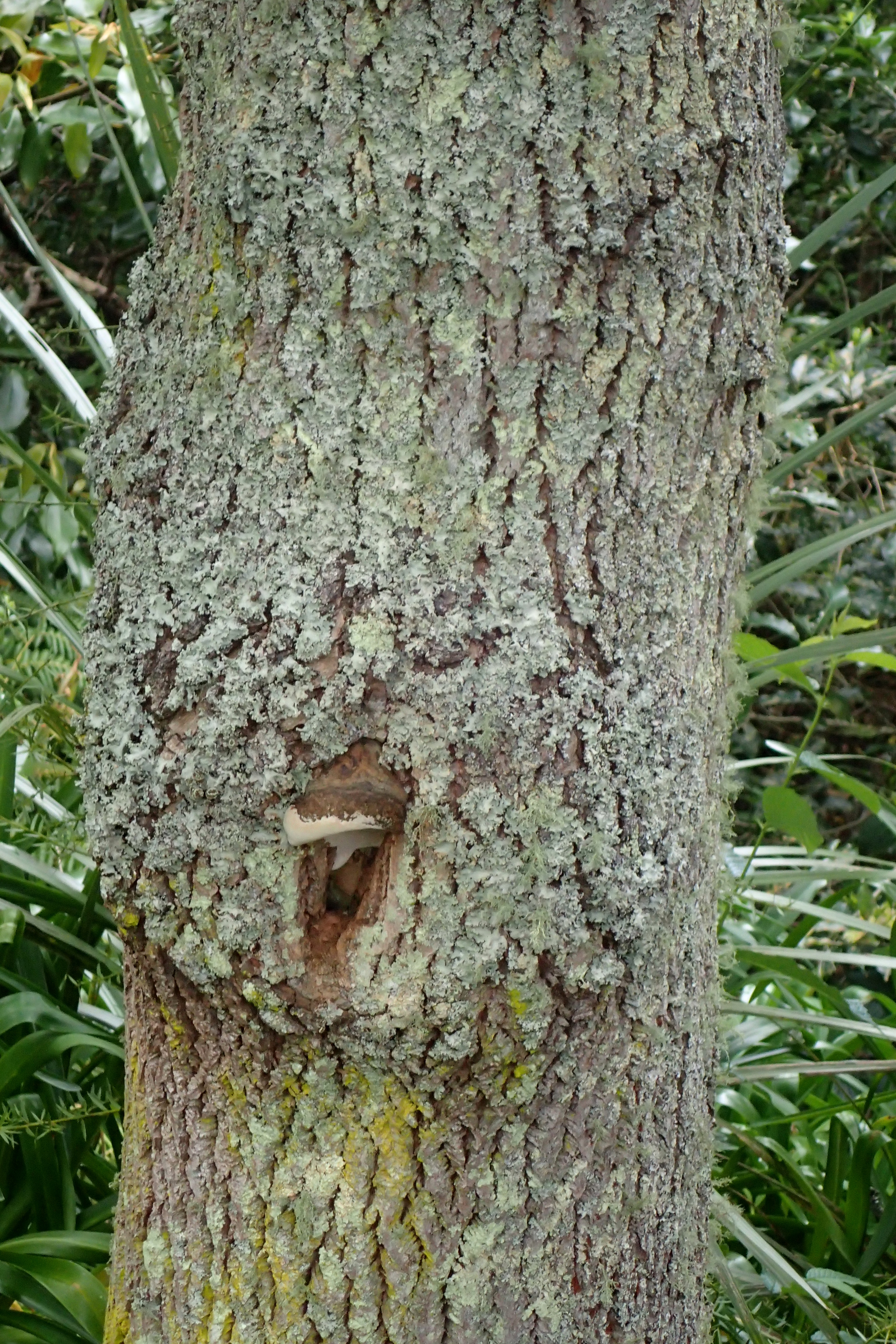
나무줄기
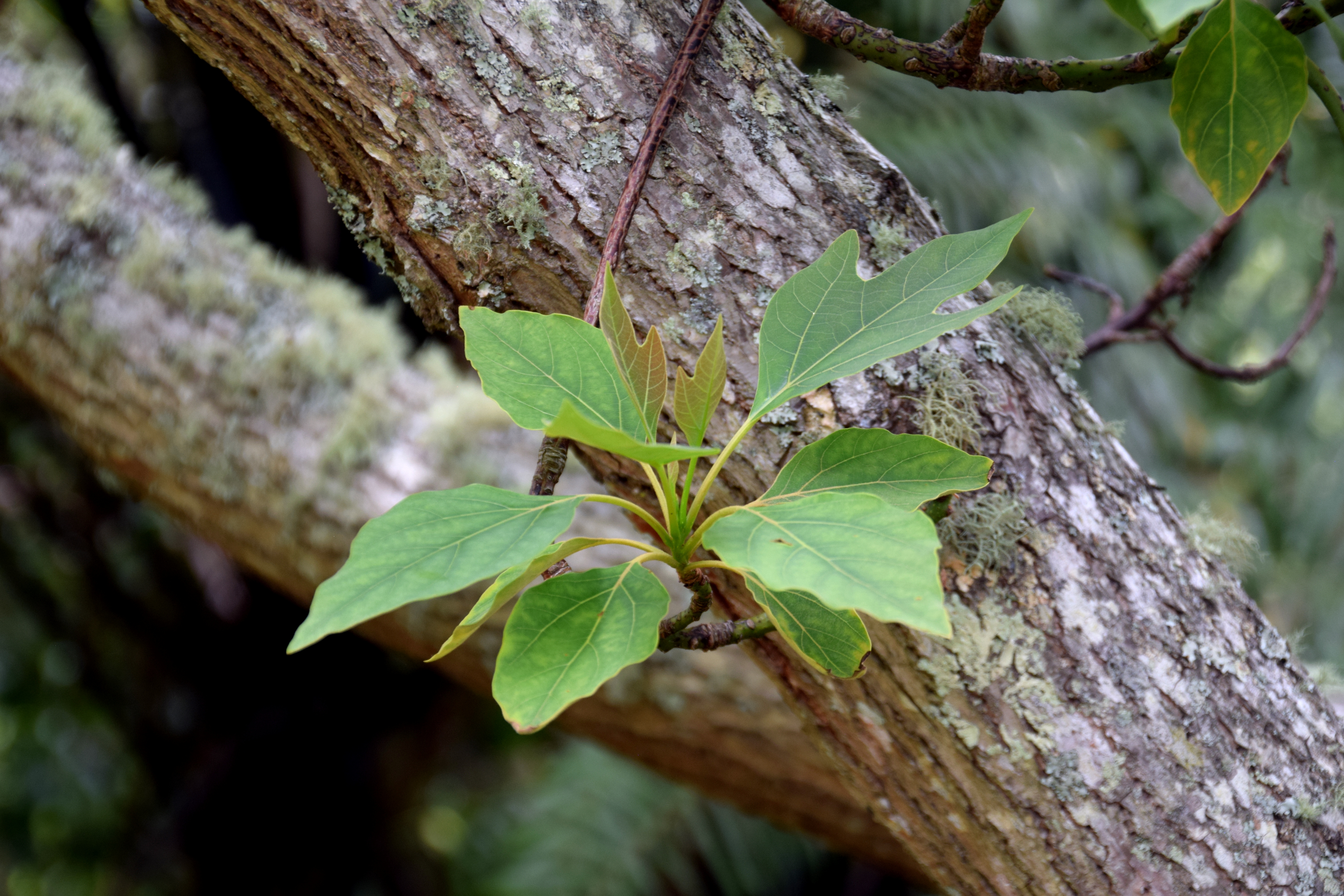
잎